# Saison 4 des Thunderman
Chronologie
Saison 3
Cet article présente les épisodes de la quatrième saison de la série télévisée américaine Les Thunderman diffusée du 22 octobre 2016 au 25 mai 2018 sur Nickelodeon.
En France, la quatrième saison est diffusée du 3 avril 2017 au 22 septembre 2018 sur Nickelodeon France.
Il s'agit là de la dernière saison des Thunderman. Nickelodeon affirme qu'il n'y en aura pas d'autre. 

## Synopsis de la saison
Au cours de la quatrième saison, Max et Phoebe ont été sélectionnés pour devenir membres de l'équipe élite de la ligue des héros appelée la Force-Z. Au milieu de la même saison, Phoebe a accidentellement absorbé les pouvoirs drainés de Lord Chaos lors de la finale de la troisième saison. En raison de ces pouvoirs instable et pur maléfique, Phoebe est devenu diabolique en conséquence. Max a également une petite amie depuis le milieu de la saison 3 et l'histoire continue en saison 4.

## Distribution
- Kira Kosarin (VF : Sophie Frisson) : Phoebe Thunderman
- Jack Griffo (VF : Alexis Flamant) : Max Thunderman
- Addison Riecke (VF : Aline Dubois) : Nora Thunderman
- Diego Velazquez (VF : Arthur Dubois) : Billy Thunderman
- Chris Tallman (VF : Martin Spinhayer) : Hank Thunderman
- Rosa Blasi (VF : Sophie Landresse) : Barbra « Barb » Thunderman
- Maya Le Clark (VF : Cécile Florin) : Chloé Thunderman
- Dana Snyder (en) (VF : Benoît Van Dorslaer) : Dr Colosso
- Barrett Carnahan (VF : Xavier Percy) : Lincoln « Link » Evilman
- Eric Allan Kramer (VF : Nicolas Matthys) : Mike Evilman
- Audrey Whitby (VF : Claire Tefnin) : Cherry
- Helen Hong (VF : Cécile Florin) : Mme Wong
- Jeff Meacham : Principal Bradford
- Ryan Newman : Allison
- Harvey Guillén : Cousin Blobbin
- Daniele Gaither (en) : Super-Présidente Tapedure (Kickbutt en VO)

## Épisodes

### Épisode 1:Joyeux Héroween
- États-Unis : 22 octobre 2016 sur Nickelodeon
- France : 3 avril 2017 sur Nickelodeon France

- Audrey Whitby
- Helen Hong

### Épisodes 2 et 3:La rançon de la gloire
- États-Unis : 19 novembre 2016 sur Nickelodeon
- France : 3 avril 2017 sur Nickelodeon France

- États-Unis : 2,37 millions de téléspectateurs[2] (première diffusion)

- Ryan Newman
- Audrey Whitby
- Tanner Stine
- Helen Hong
- Daniele Gaither
- Jake Borelli
- Gabrielle Elyse
- Jada Facer
- JoJo Siwa

### Épisode 4:L'esprit d'équipe, c'est fantastique!
- États-Unis : 7 janvier 2017 sur Nickelodeon
- France : 4 avril 2017 sur Nickelodeon France

- États-Unis : 1,84 million de téléspectateurs[3] (première diffusion)

- Nick Gomez
- David Mattey

### Épisode 5:Le crimoracle
- États-Unis : 14 janvier 2017 sur Nickelodeon
- France : 6 avril 2017 sur Nickelodeon France

- États-Unis : 1,82 million de téléspectateurs[4] (première diffusion)

- Hunter Stiebel
- Nick Gomez
- David Mattey

### Épisode 6:Un mariage Colossal
- États-Unis : 21 janvier 2017 sur Nickelodeon
- France : 7 avril 2017 sur Nickelodeon France

- États-Unis : 1,87 million de téléspectateurs[5] (première diffusion)

- Dana Snyder

### Épisode 7:T-Rex et clubs de golf
- États-Unis : 28 janvier 2017 sur Nickelodeon
- France : 11 avril 2017 sur Nickelodeon France

- États-Unis : 1,72 million de téléspectateurs[6] (première diffusion)

- Enn Reitel
- Kirstin Eggers

Après avoir raté le diplôme d'études préscolaires de Chloé, Phoebe et Max se rendent compte qu'ils ont passé tellement de temps ensemble à s'entraîner pour la Force-Z et pas assez de temps avec leur famille. Alors, Phoebe propose de se rattraper avec une nuit de plaisir où elle les emmènerait au parc. Malheureusement, le parc est fermé mais heureusement, Phoebe trouve la clé du gardien et les vole. La famille Thunderman aiment jouer à différents endroits dans le parc, y compris le mini-golf, sans se rendre compte qu'ils sont là illégalement. Hank fait en sorte que le dinosaure du mini-golf défectueux commence à prendre feu, juste avant que la famille ne soit arrêtée par les gardes. Ils travaillent rapidement pour sauver les gardes sans utiliser leurs pouvoirs. Phoebe a admis qu'elle avait menti au sujet du parc qui leur était réservé, juste pour passer du temps avec eux. Phoebe est bannie des parcs pour la vie.

### Épisode 8:L'arbre-cœur
- États-Unis : 4 février 2017 sur Nickelodeon
- France : 11 avril 2017 sur Nickelodeon France

- États-Unis : 1,72 million de téléspectateurs[7] (première diffusion)

- Ryan Newman
- Audrey Whitby
- Kenny Ridwan
- Tanner Stine
- Harvey Guillén
- Jim O'Heir (Le fermier Ted)

### Épisode 9:Orange is the New Max
- États-Unis : 18 février 2017 sur Nickelodeon
- France : 14 avril 2017 sur Nickelodeon France

- États-Unis : 1,53 million de téléspectateurs[8] (première diffusion)

- Jackée Harry
- Daniele Gaither
- Isabella Marino
- Kate Alberts
- Kezii Curtis

### Épisode 10:Le groupe de rock
- États-Unis : 25 février 2017 sur Nickelodeon
- France : 10 avril 2017 sur Nickelodeon France

- États-Unis : 1,67 million de téléspectateurs[9] (première diffusion)

- Audrey Whitby
- Kenny Ridwan
- Tanner Stine
- Jake Borelli
- Helen Hong
- James Hong

### Épisode 11:Que la force Z soit avec vous
- États-Unis : 4 mars 2017 sur Nickelodeon
- France : 13 avril 2017 sur Nickelodeon France

- États-Unis : 1,59 million de téléspectateurs[10] (première diffusion)

- Audrey Whitby
- Helen Hong
- Jeff Meacham
- Gary Anthony Williams

### Épisode 12:Déboires en cascade
- États-Unis : 3 juin 2017 sur Nickelodeon
- France : 3 mars 2018 sur Nickelodeon France

- États-Unis : 1,52 million de téléspectateurs[11] (première diffusion)

- Audrey Whitby
- Jeff Meacham
- Addyson Bell

Après 3 mois de bénévolat avec la Terre des Corps, Allison choisit de continuer sa mission et rompt avec Max. Cette rupture envoie Max dans un état de dépression, qui commence à affecter sa santé et ses superpouvoirs. Phoebe essaie de l'aider à surmonter son problème en lui faisant confiance avec Molly, la nouvelle tête des Green Teens qui partage beaucoup de similitudes avec Allison. Mais quand Molly arrive, elle vole le Dr. Colosso et le prend pour adoption, affirmant que les Thunderman maltraitaient le lapin. Le Dr Colosso est adopté par le directeur Bradford, forçant Phoebe et Max à travailler ensemble pour ramener Colosso sans que Bradford ne le découvre. Après s'être rendu compte que Bradford est devenu misérable pour n'avoir pas réussi à passer à autre chose après sa première rupture, Max a la force de dépasser Allison et de passer à autre chose.

### Épisode 13:Super ce héros!
- États-Unis : 10 juin 2017 sur Nickelodeon
- France : 3 mars 2018 sur Nickelodeon France

- États-Unis : 1,29 million de téléspectateurs[12] (première diffusion)

- Jeff Meacham
- Kenny Ridwan

Lorsque Gideon signale au directeur de l'école que Bradford a porté des shorts inappropriés à l'école, Bradford s'en prend à Gideon. Pour renforcer la confiance de Gideon face à Bradford, Phoebe lui donne un faux bracelet et lui dit que s'il le porte, il va augmenter sa force. Max et Phoebe vont encore plus loin quand ils continuent d'aider Gideon en utilisant la télékinésie pour le sauver, lui faisant croire qu'il a des superpouvoirs. Gideon se déclare lui-même en super-héros, forçant les jumeaux à le suivre secrètement et à l'empêcher de se blesser. Pour récupérer le bracelet, Max et Phoebe s'habillent comme des méchants et donnent un pourboire à Gideon pour les rencontrer. Après le vol du bracelet, Gideon a la confiance nécessaire pour affronter Bradford.

### Épisode 14:Au bord du chaos
- États-Unis : 17 juin 2017 sur Nickelodeon
- France : 17 mars 2018 sur Nickelodeon France

- États-Unis : 1,58 million de téléspectateurs[13] (première diffusion)

- Daniele Gaither
- Dominic Burgess
- Matthew Harris

Thunder Man (Hank) et Electress (Barbra) ont été sélectionnés pour recevoir le prix Platinum Cape Lifetime lors des 75è Supe Awards pour leur travail de super héros. Tandis que le reste de la famille est excité, Max est inquiet parce qu'il a lancé une grosse blague de la puanteur pendant les récompenses. Mais maintenant qu'il est gentil, il doit l'arrêter parce que cela l'obligerait automatiquement et Phoebe sera disqualifié pour la Force-Z. Phoebe est furieuse qu'elle nettoie encore la bêtise de Max même quand il est gentil. Max travaille à faire un gadget qui va générer une explosion électro-plasma nécessaire pour désactiver le boîtier du Thundertanium sur la bombe puante. Mais Phoebe n'a pas confiance en elle et elle veut obtenir les pouvoirs de l'Ordre Chaos avec l'orbe de la haute-puissance mais Max avertit que ces pouvoirs transformeraient n'importe qui en utilisant le mal. Phoebe va derrière le dos de Max et absorbe les pouvoirs de toute façon. Au cas où. Pendant les Supe Awards, elle utilise les pouvoirs pour désactiver la bombe puante, même si le gadget de Max aurait pu fonctionner aussi bien.

### Épisodes 15 et 16:Enfer au Paradis
- États-Unis : 24 juin 2017 sur Nickelodeon
- France : 20 janvier 2018 sur Nickelodeon France

- États-Unis : 2,28 millions de téléspectateurs[14] (première diffusion)

- Chris Grace
- Piotr Michael
- Matthew Harris

Après avoir absorbé les pouvoirs de Lord Chaos, Phoebe commence à avoir des cauchemars où elle est méchante et détruit le monde. Elle essaie d'en parler à Max mais il est toujours déçu par elle. Alors, elle va rendre visite à Lord Chaos à la prison de Métroville pour trouver comment se débarrasser de ses pouvoirs maléfique. Mais Lord Chaos lui dit d'embrasser les pouvoirs maléfique et de continuer son plan directement pour conquérir le monde. Il lui dit d'aller dans une grotte au fond du volcan en pleurs à Hawaii pour obtenir le plan complet de Lord Chaos. Après avoir parlé à Lord Chaos, elle se retourne vers mal. Elle essaie de convaincre Chloé de l'emmener à Hawaii mais toute la famille décide de choisir Hawaii pour leurs vacances.
Pendant leur séjour à Hawaï, Phoebe met Billy en danger et s'enfuit à la recherche de la grotte. Max comprend que quelque chose ne va pas avec elle et la suit. Phoebe vainc Max en utilisant les pouvoirs de Lord Chaos forçant Max à revenir pour dire à sa famille en tant que sauvegarde. Dans la grotte, Phoebe trouve le Destructo, l'acolyte de Lord Chaos, qui lui donne les plans pour utiliser le Malvezium afin de l'épandre dans l'atmosphère terrestre et détruire toutes les superpouvoirs de la planète. Max, Billy et Nora essayent de l'arrêter avec le pouvoir de l'orb, mais elle les domine et détruit l'orb. Elle les laisse pris au piège dans la caverne et va à l'antre de Lord Chaos pour compléter le plan. Max, son petit frère et sœurs sont sauvés plus tard par Hank et Barbra. Ils suivent Phoebe dans le repaire de Lord Chaos mais elle les enferme dans un champ de force, les rendant impuissants alors qu'elle attend l'éruption de la lave du volcan avec le Malvezium.

### Épisode 17:Un twist dans le passé
- États-Unis : 18 novembre 2017 sur Nickelodeon
- France : 1er février 2018 sur Nickelodeon France

- États-Unis : 1,34 million de téléspectateurs[15] (première diffusion)

- Audrey Whitby
- Jeff Meacham
- Helen Hong
- Jake Borelli
- Kenny Ridwan
- Harvey Guillén
- Owen Joyner

### Épisode 18:Mentors menteurs
- États-Unis : 6 janvier 2018 sur Nickelodeon
- France : 10 mars 2018 sur Nickelodeon France

- États-Unis : 1,15 million de téléspectateurs[16] (première diffusion)

- Harvey Guillén

### Épisode 19:Un amour un peu trop envahissant
- États-Unis : 13 janvier 2018 sur Nickelodeon
- France : 8 septembre 2018 sur Nickelodeon France

- États-Unis : 1,35 million de téléspectateurs[17] (première diffusion)

- Mark McGrath
- Helen Hong
- Kenny Ridwan
- Keely Marshall

Max et Phoebe sont fatigués de Sarah et Gideon ayant des béguinages obsessionnels sur eux. Donc, ils ont un plan pour mettre Sarah et Gideon en place en leur donnant un repas à Splatburger. Après beaucoup d'efforts, le plan fonctionne. Gideon et Sarah commencent à sortir ensemble. Phoebe est contente de ne plus avoir affaire à Gideon.
Cependant, quand Sarah mentionne que son oncle Mark McGrath (Sugar Ray), Max essaye de gagner Sarah en retour afin qu'il puisse rencontrer Sugar Ray. Phoebe ne veut pas que Max disloque Gideon et Sarah parce que Gideon voudrait sortir avec elle. Alors, quand Max se faufile dans le concert de Sugar Ray, il trouve Phoebe déguisée en chef pour le combattre. Les jumeaux commencent à se battre jusqu'à ce que Mark McGrath les arrête. Il leur montre à quel point sa nièce, Sarah, est heureuse avec Gideon. Max accepte de reculer et de renoncer à récupérer Sarah.

### Épisode 20:La Revenge de Smith
- États-Unis : 20 janvier 2018 sur Nickelodeon
- France : 10 mars 2018 sur Nickelodeon France

- États-Unis : 1,01 million de téléspectateurs[18] (première diffusion)

- Audrey Whitby
- Jeff Meacham
- Julia Lester
- Lonnie Chavis

Pour remercier Max et Phoebe pour avoir sauvé le lycée de l'Ordre Chaos au bal de promo, le lycée commande à son meilleur artiste, Smith, de peindre une fresque des jumeaux. Ils ne savent pas que Smith a une rancune envers les jumeaux parce qu'elle les vengent d'avoir gâché son bal. Ainsi, au lieu de les dépeindre comme des héros, Smith peint Phoebe et Max en tant que surveillants attaquant les autres étudiants.
Après avoir eu un avant-goût de la peinture, Max et Phoebe sont déçus. Ils invitent Smith à Splatburger et s'excusent auprès d'elle pour avoir involontairement ruiné son bal. Smith refuse de le changer jusqu'à ce qu'elle ait humilié les jumeaux. Les jumeaux acceptent d'être humiliés mais après avoir réalisé que Smith ne sera jamais satisfait, ils laissent tout le monde voir la peinture. Étonnamment, tout le monde aime la belle peinture et ne se soucie pas de savoir si les jumeaux ressemblent à des méchants ou des héros. Quand les jumeaux sauvent Smith de sa tentative ratée de les renverser, elle accepte de refaire la peinture murale.

### Épisode 21:Mensonge en terrain glissant
- États-Unis : 27 janvier 2018 sur Nickelodeon
- France : 24 mars 2018 sur Nickelodeon France

- États-Unis : 1,19 million de téléspectateurs[19] (première diffusion)

Max, Billy et Hank vont au camp dans le désert pour prouver aux filles qu'ils peuvent survivre à l'extérieur, mais ils ne peuvent même pas durer quelques heures. Ils rentrent chez eux et se cachent dans le sous-sol pour que les filles ne s'en aperçoivent pas. Alors que les garçons sont dehors, Barbra veut montrer aux filles certaines de ses traditions agricoles préférées. Cependant, Phoebe et Nora veulent regarder leur émission préférée. Lorsque Phoebe et Nora se faufilent dans le repaire de Max pour regarder leur émission, le Dr Colosso convainc les garçons de se cacher dans la diapositive. Il les enferme plus tard dans la diapositive pour toute la nuit dans le cadre de sa vengeance parce que les garçons ont refusé de l'inclure dans leurs activités de garçon.

### Épisode 22:Amour ou amitié
- États-Unis : 3 février 2018 sur Nickelodeon
- France : 17 mars 2018 sur Nickelodeon France

- États-Unis : 1,30 million de téléspectateurs[20] (première diffusion)

- Audrey Whitby
- Evan Hofer

Lorsque le frère de Cherry, Perry arrive en ville, Cherry se plaint à Phoebe sur la façon dont tout le monde devient tellement obsédé par lui et oublie Cherry. Mais alors, Perry demande à Phoebe de sortir avec lui. Phoebe est d'accord, mais essaie plus tard de rompre. Malheureusement, Perry empêche Phoebe de partir. Phoebe oublie ses projets avec Cherry. Cherry la découvre et est furieuse que Phoebe ait choisi Perry au-dessus d'elle, comme tout le monde. Alors, Phoebe détourne une cérémonie destinée à honorer Perry. Elle attrape le micro par la force et l'utilise pour s'excuser et proclamer son amour pour Cherry. Cherry pardonne Phoebe.

### Épisode 23:DJ Colosso
- États-Unis : 17 février 2018 sur Nickelodeon
- France : 24 mars 2018 sur Nickelodeon

- États-Unis : 1,08 million de téléspectateurs[21] (première diffusion)

- Audrey Whitby
- Daniella Perkins
- Kate Marie Tomlinson
- Laya Deleon Hayes

Phoebe et Cherry veulent que leur lycée gagne un concert gratuit de Cheyanne dans l'espoir de prendre un selfie avec elle. Max veut que Cheyanne vienne avec lui parce qu'il a le béguin pour elle. Le lycée gagne, grâce au piratage de Max. Cependant, aucun d'eux n'est autorisé dans les coulisses. Max se retrouve dans les coulisses en prenant le crédit d'un remix de DJ Colosso de la chanson de Cheyanne. Phoebe et Cherry font semblant d'être des danseuses de secours. Ils utilisent des chaussures de rythme du Dr Colosso pour les aider à danser comme des professionnels. Pendant le concert, les chaussures fonctionnent mal, provoquant Phoebe et Cherry à détruire la scène. Dans le processus, Cheyanne se rend compte que Max est un faux DJ. Max, Phoebe et Cherry sont expulsés. Colosso révèle qu'il a piraté les chaussures pour se venger de Max pour avoir pris le crédit de son remix.

### Épisode 24:De supers grands-parents
- États-Unis : 24 février 2018 sur Nickelodeon
- France : 15 septembre 2018 sur Nickelodeon

- États-Unis : 1,09 million de téléspectateurs[22] (première diffusion)

- Helen Hong
- William Katt
- Erin Gray
- Arianna Ortiz

Les grands parents des Thunderman sont en visite. Phoebe et Max révèlent accidentellement que le Dr Colosso vit avec eux. Comme leur grand-père ne peut pas tolérer les méchants, il veut envoyer Colosso au mauvais endroit appelé "Zone de Détention". Lorsque Max tente de protéger le Dr Colosso, il les envoie tous les deux à travers un portail. Phoebe supplie son grand père de les ramener mais il refuse. Elle le fige et se zappe dans la zone de détention. Elle les trouve dans une pièce avec d'autres méchants et tente sans succès de convaincre l'enseignante qu'elle et Max ne sont pas vraiment des méchants. Après s'être échappés, les jumeaux expliquent à leur grand-père que le Dr Colosso a aidé à les sauver parce qu'il devient une meilleure personne.

### Épisode 25:Un acolyte, ça se mérite
- États-Unis : 3 mars 2018 sur Nickelodeon
- France : 31 mars 2018 sur Nickelodeon France

- États-Unis : 1,10 million de téléspectateurs[23] (première diffusion)

- Thomas Lennon
- Helen Hong

Quand l'ancien acolyte de Barbra et Hank vient lui rendre visite, Max et Phoebe l'empruntent sans leur approbation parentale. Malheureusement, ils ne peuvent pas le partager pacifiquement sans se battre. Quand l'acolyte ne peut plus le supporter, il devient triste et se transforme en un monstre en colère. Ils essaient de le combattre sans succès. Cependant, quand ils essaient de se sauver l'un de l'autre, il redevient normal.

### Épisode 26:Billy et la chocolaterie
- États-Unis : 10 mars 2018 sur Nickelodeon
- France : 31 mars 2018 sur Nickelodeon France

- États-Unis : 1,02 million de téléspectateurs[24] (première diffusion)

- Pat Finn
- Marla Gibbs

Phoebe devient l'heureuse gagnante du concours du palais des Cookie de Sweet Gam et est autorisée à amener une seule personne. Max, Nora et Billy commencent à se battre pour savoir qui elle devrait prendre. Max et Nora utilisent le chantage et les menaces pour «persuader» Phoebe de les choisir. Billy dit qu'il n'a aucune chance car Max est le jumeau de Phoebe et Nora est sa sœur. Phoebe se rend compte qu'elle ne passe pas beaucoup de temps avec Billy et le choisit à la place. Donc, Nora et Max s'associent et se faufilent dans le palais des biscuits.
Alors que Sweet Gam montre Phoebe et Billy, Max et Nora commencent à pirater le cookie spécial aux micro-puces. Phoebe découvre et les arrête. Malheureusement, Sweet Gam confond Phoebe et Billy comme les voleurs de cookies. Elle commence à les battre alors que Nora et Max rigolent. Max commence finalement à se sentir mal pour eux mais Nora veut qu'ils souffrent. Max et Nora réalisent qu'ils ont une mauvaise influence l'un sur l'autre. Ils sortent propres. Sweet Gam les remercie d'être honnêtes.

### Épisode 27:Les hommes du Thunder-Président
- États-Unis : 17 mars 2018 sur Nickelodeon
- France : 15 septembre 2018 sur Nickelodeon France

- États-Unis : 1 million de téléspectateurs[25] (première diffusion)

- Audrey Whitby
- Daniele Gaither
- Patrick Bristow

La super présidente Tape Dure de la ligue des héros en a marre de Max et Phoebe lui demandant des faveurs. Quand elle commence à bloquer leurs appels, ils font entrer la téléportation de Chloé dans leur maison. Après un débat houleux, la super présidente quitte la présidence de la Ligue des héros et nomme Hank pour lui succéder. Les jumeaux sont heureux parce qu'ils peuvent obtenir tout ce qu'ils veulent. Max achète un requin-fusée et Phoebe fait de Cherry sa super assistante.

### Épisode 28:Adieu autorité, bonjour calamité
- États-Unis : 25 mai 2018 sur Nickelodeon
- France : 1er septembre 2018 sur Nickelodeon France

- États-Unis : 1,30 million de téléspectateurs[26] (première diffusion)

- Audrey Whitby
- Kenny Ridwan
- James Hong

### Épisode 29:Le centième
- États-Unis : 25 mai 2018 sur Nickelodeon
- France : 8 septembre 2018 sur Nickelodeon France

- États-Unis : 1,33 million de téléspectateurs[26] (première diffusion)

- Helen Hong
- Daniele Gaither
- Ian Ziering
- Paris Berelc
- Brian Stepanek

### Épisode 30:Héros en boucle
- États-Unis : 25 mai 2018 sur Nickelodeon
- France : 22 septembre 2018 sur Nickelodeon France

- États-Unis : 1,28 million de téléspectateurs[26] (première diffusion)

- Jeff Meacham
- Helen Hong
- Tanner Stine
- Jake Borelli
- Addyson Bell

### Épisodes 31 et 32:Les Thunder Games
- États-Unis : 25 mai 2018 sur Nickelodeon
- France : 22 septembre 2018 sur Nickelodeon France

- États-Unis : 1,39 million de téléspectateurs[26] (première diffusion)

- Audrey Whitby
- Jeff Meacham
- Daniele Gaither
- Dana Snyder
- Joey Bragg
- Daran Norris
- Natasha Hall

Phoebe et Max sont choisis pour participer au championnat de la Force-Z. Juste à ce moment, la pièce se remplit de gaz, qui est arrêté par Galaxia.
Pendant ce temps, Hank, Barbra, Billy et Nora vont à l'école pour arrêter un bandit appelé The Bake Sale Bandit.
D'abord, les jumeaux combattent d'autres héros pour les pousser hors du cercle vert. Phoebe et Max (avec deux autres héros, Balfour et Galaxia) remportent la manche. Phoebe et Max présentent Balfour à leur famille. Le lendemain matin, ils passent à l'étape suivante, où ils doivent franchir un parcours d'obstacles. Phoebe utilise la noix de coco qui explose pour disqualifier Galaxia. Après avoir dénoué les écouteurs, les jumeaux et Balfour terminent en même temps et courent vers le bouton rouge pour gagner. Malheureusement, ils appuient d'abord sur le bouton (ce qui les amène au dernier tour), à la grande consternation de Balfour. Le commandant du championnat fait une compétition dans laquelle l'un des deux jumeaux (Phoebe ou Max) peut gagner et être un nouveau membre de la Force-Z. Malheureusement, Max gagne et est le nouveau membre de la Force-Z (qui le sépare de Phoebe).
Pendant ce temps, Balfour s'arrête à la maison des Thunderman et décide de les faire payer pour avoir mis son père (Dr. Colosso) en prison. Il met des nanochips sur le reste de la famille et les contrôle pour jouer à un jeu.
À l'école, Phoebe dit à Cherry les mauvaises nouvelles.
Chez les Thunderman, Hank, Barbra, Billy, Nora et Chloe jouent encore leur jeu. Puis le Dr Colosso (maintenant humain) enregistre une vidéo de Balfour aux jumeaux, leur disant de jouer son jeu s'ils osent. Puis Phoebe rentre à la maison. Barbra encourage Phoebe à l'aider ainsi que le reste de la famille, mais Balfour met aussi un nanochip sur Phoebe.
Pendant ce temps, à la Force-Z, Max profite du bon temps. À ce moment, il voit la vidéo de Balfour sur sa montre. Il se rend compte qu'il a besoin de sauver sa famille. Mais le commandant ne le laisse pas.
À la maison, Phoebe demande avec colère pourquoi elle est un oiseau. Mais Balfour se rend compte que sans Max, son plan de vengeance ne sera pas complet. Puis il arrête le jeu et piège la famille (excluant Max) dans une cage. Il décide de frire les cerveaux de la famille (y compris Max) jusqu'à ce qu'ils agissent comme des lapins. Puis il attrape le Dr Colosso (maintenant un lapin) dans la cage. Ensuite, Max arrive à la maison sans que Balfour ne s'en aperçoive. Ensuite, Balfour le remarque et met une nanochip sur Max et le fait transporter par Chloe dans la cage.